# Billaea vitripennis
Billaea vitripennis är en tvåvingeart som beskrevs av Louis-Paul Mesnil 1950. Billaea vitripennis ingår i släktet Billaea och familjen parasitflugor.
Artens utbredningsområde är Zimbabwe. Inga underarter finns listade i Catalogue of Life.